# Động đất Bán đảo Noto 2007
Động đất Bán đảo Noto 2007 (能登半島地震 Noto-hantō Jishin) là trận động đất xảy ra vào lúc 9:41 (JST), ngày 25 tháng 3 năm 2007. Trận động đất có cường độ 6.7 richter, tâm chấn độ sâu khoảng 11 km. Cơ quan khí tượng Nhật Bản đã phát cảnh báo sóng thần cho toàn bộ bờ biển thuộc tỉnh Ishikawa. Sóng thần cao 22cm đã đánh vào Suzu, Ishikawa. Hậu quả trận động đất đã làm 1 người chết, 356 người bị thương.